# 名古屋レインボープライド
名古屋レインボープライドは、毎年夏に名古屋市で開催されるプライド・イベント。2012年から2017年まで開催された「虹色どまんなかパレード」を前身として2019年に始まった。栄にあるオアシス21を会場としてパレードのほか、ステージイベントが行われる。

## 歴史
名古屋レインボープライドは、2012年10月27日に行われた第1回「虹色どまんなかパレード」を前身とする。「虹色どまんなかパレード」は同年から2017年まで開催された。初回である2012年にはおよそ800人がイベントとパレードに参加した。パレードには駐大阪・神戸米国総領事館の総領事であるパトリック・リネハンや元宝塚歌劇団の団員である東小雪も参加した。2016年には主催者発表でおよそ1,000人がスタージイベントとパレードに参加した。また、2017年にはおよそ300人がパレードに参加した。2012年から2015年までは池田公園で、2016年と2017年はナディアパークで開催された。2018年は実行委員の負担増や世代交代などの課題により中止になった。
名古屋レインボープライドは2019年に始まった。2020年と2021年は新型コロナウイルス感染症の流行によって中止やオンライン開催となった。2022年には3年ぶりに現地で開催され、およそ800人がパレードに参加した。2023年は6月3日に開催され、およそ1,200人がパレードに参加した。

## イベント
名古屋レインボープライドでは栄周辺のパレードや、オアシス21ではステージイベントやブースの出展が行われている。ステージイベントではファッションショーやダンスなどのパフォーマンスが行われている。

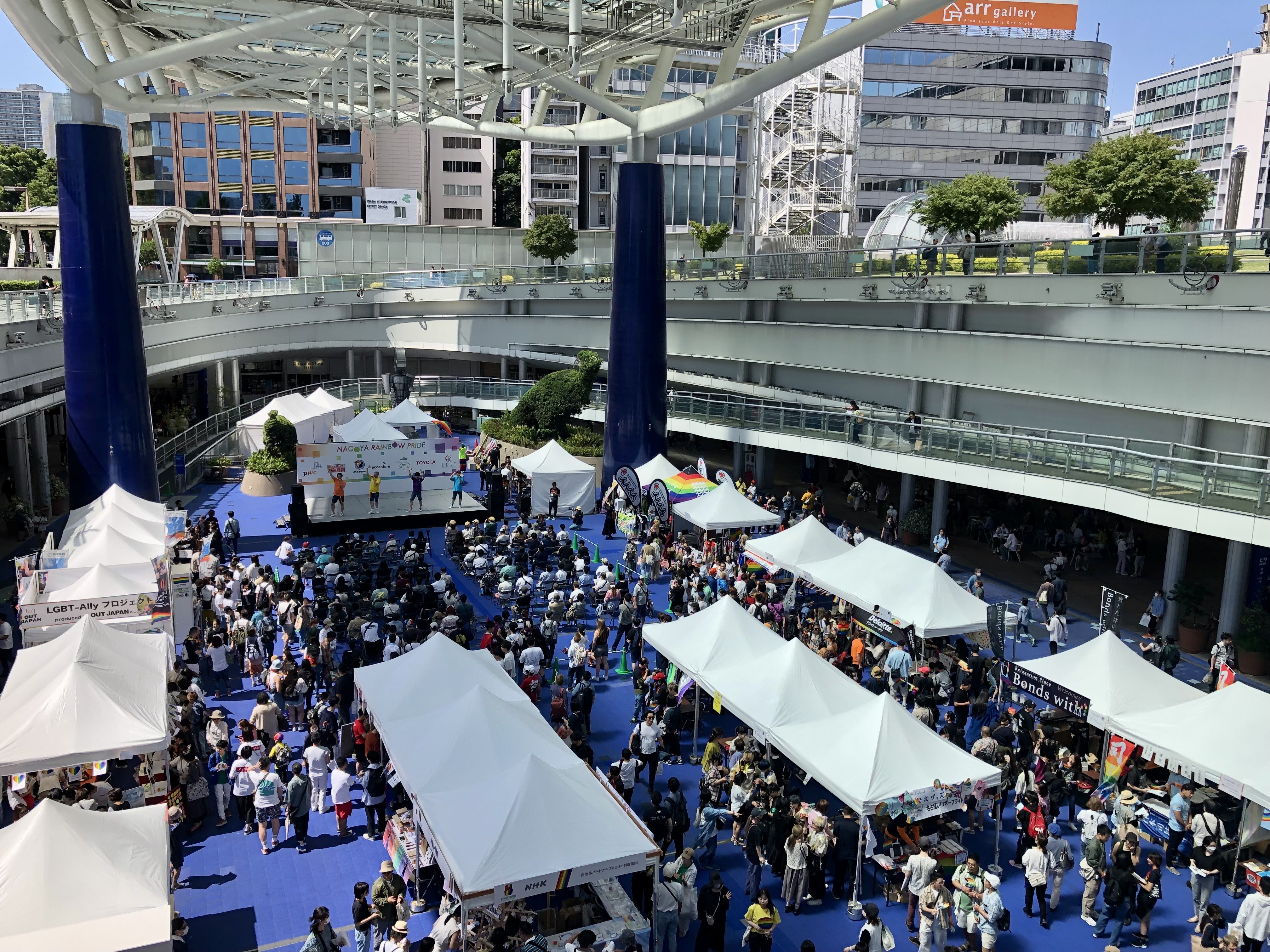
メイン会場の「銀河の広場」
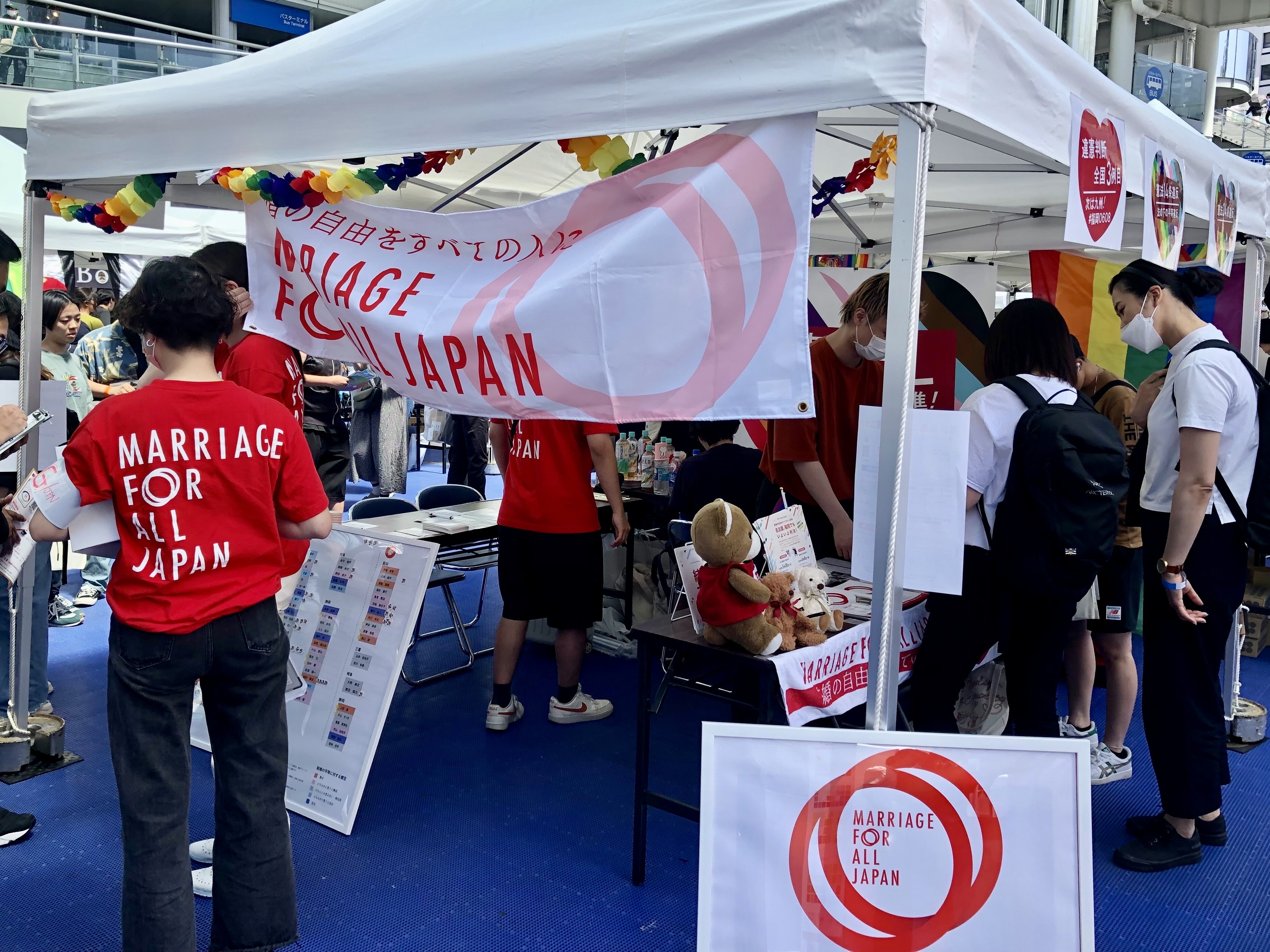
会場のブース
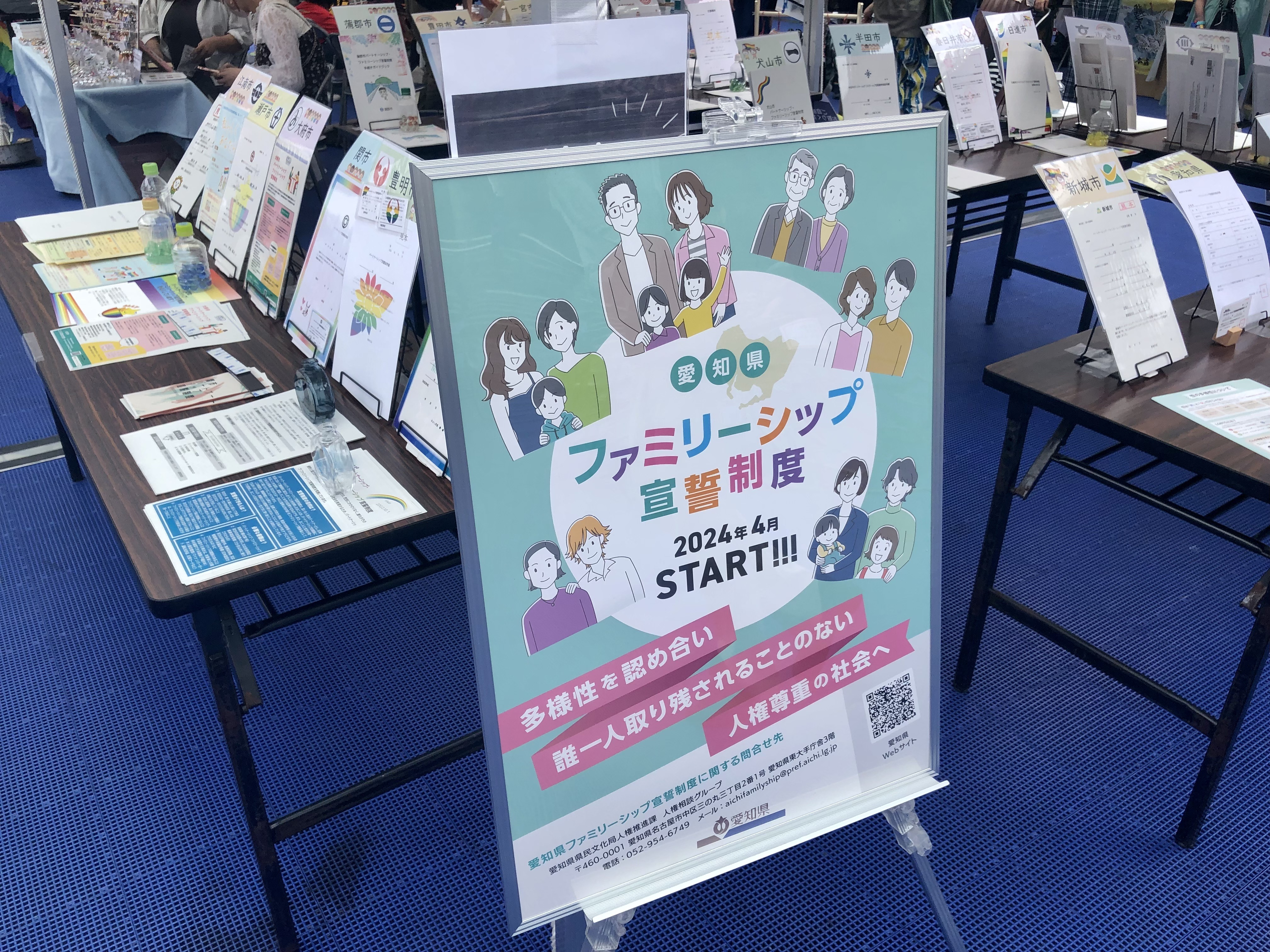
愛知県・岐阜県のパートナーシップ・ファミリーシップ制度を紹介する行政ブース。
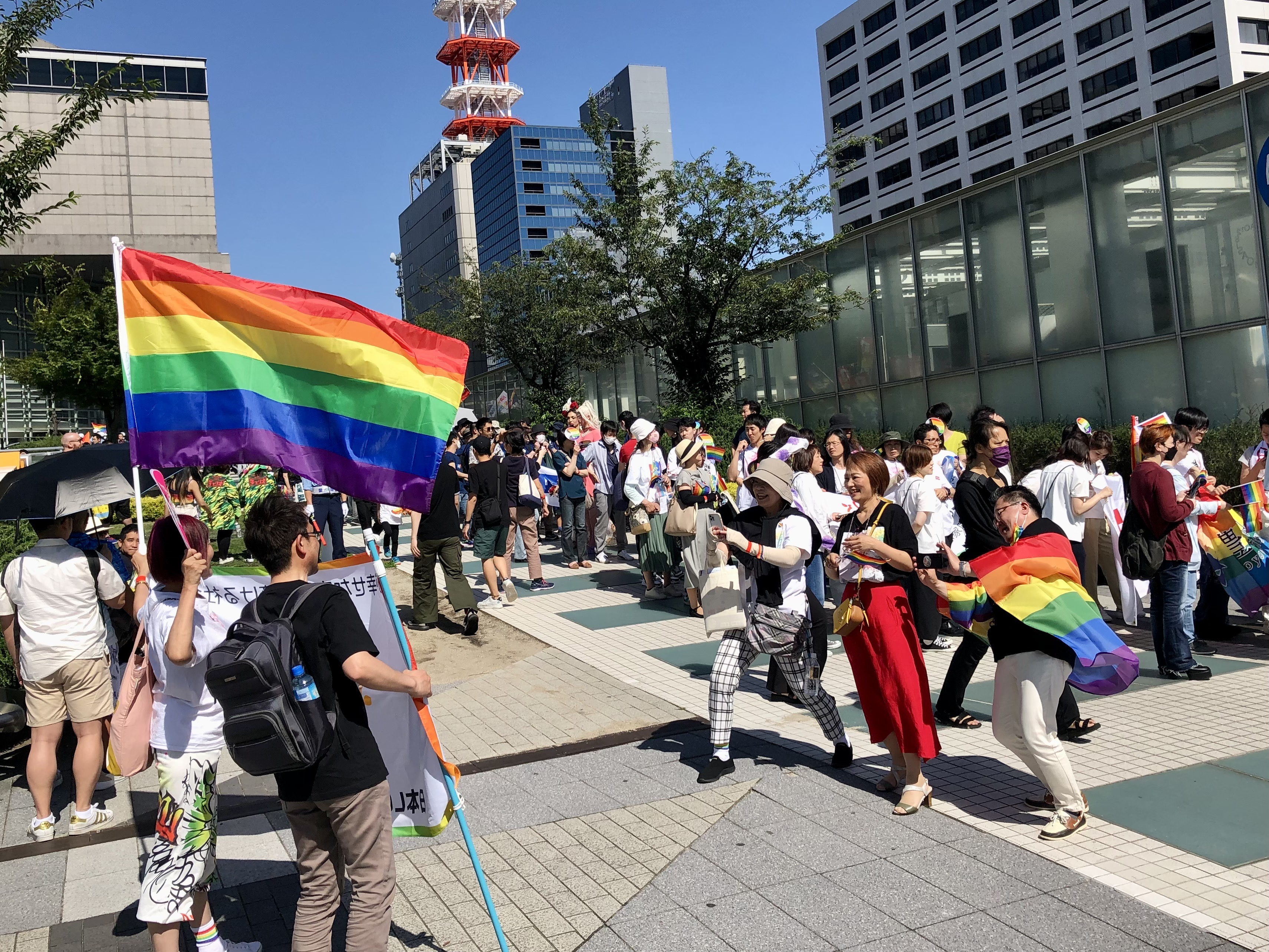
パレードのスタート地の「緑の大地」
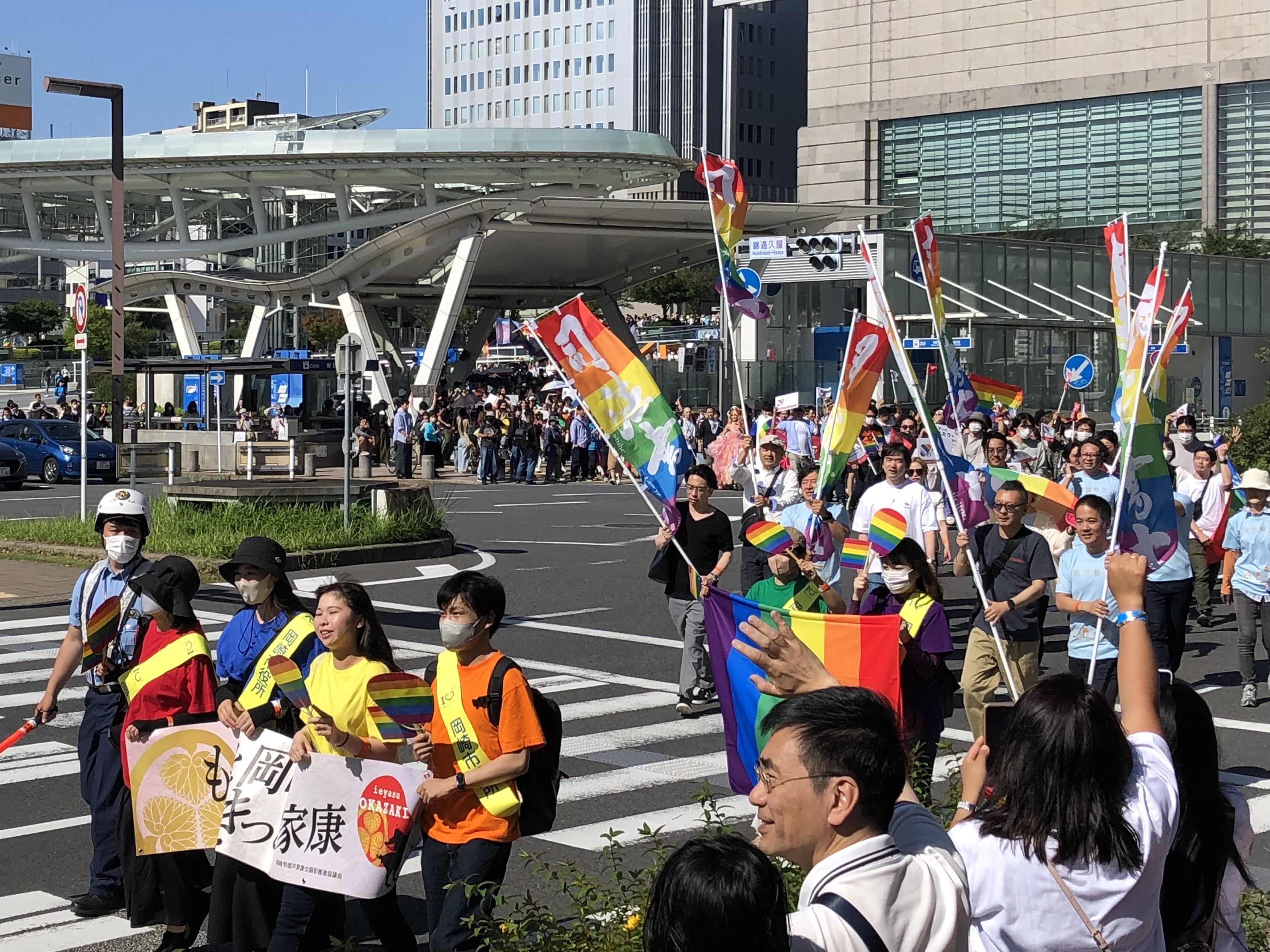
錦通を行進
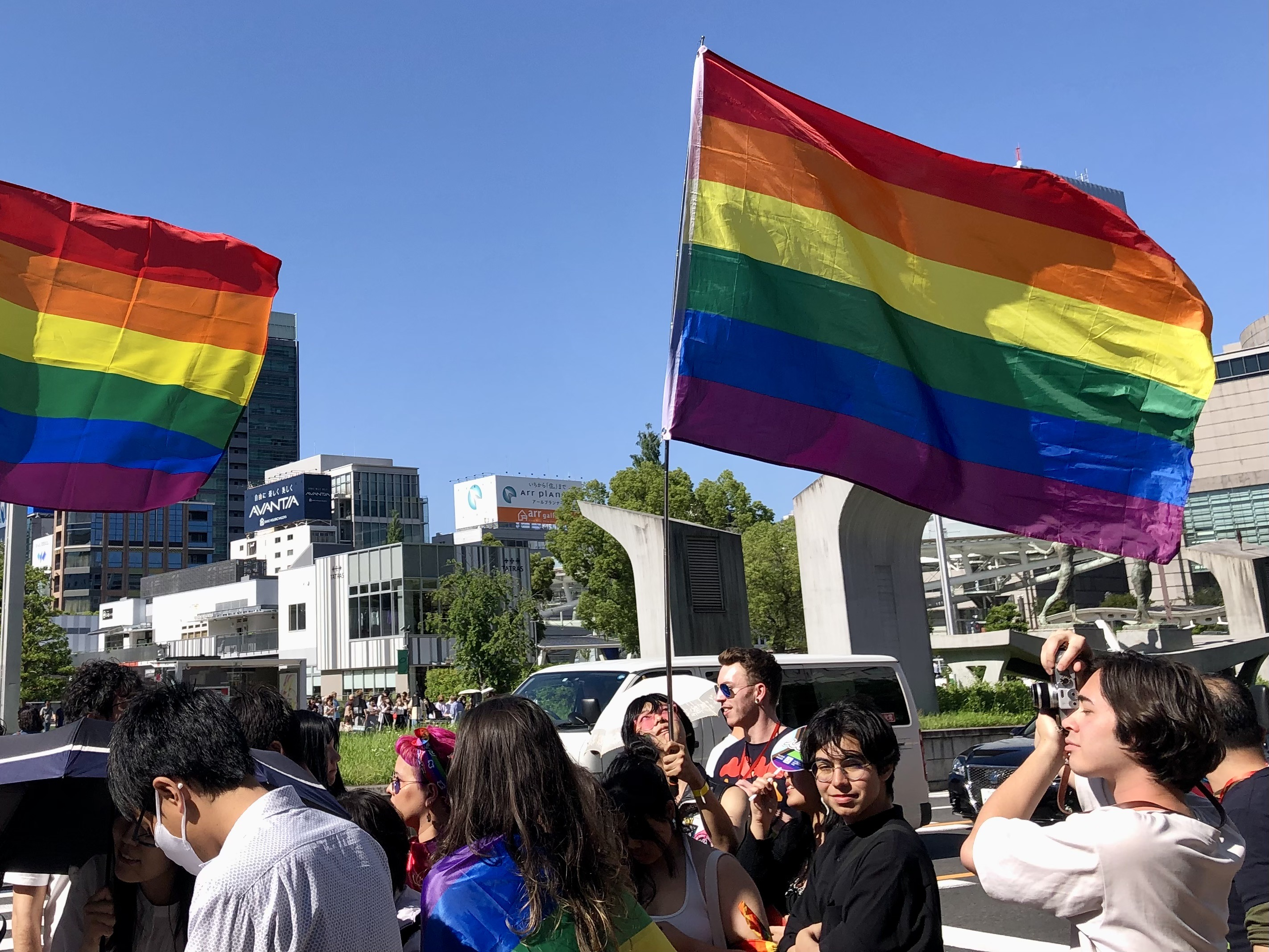
レインボーフラッグ
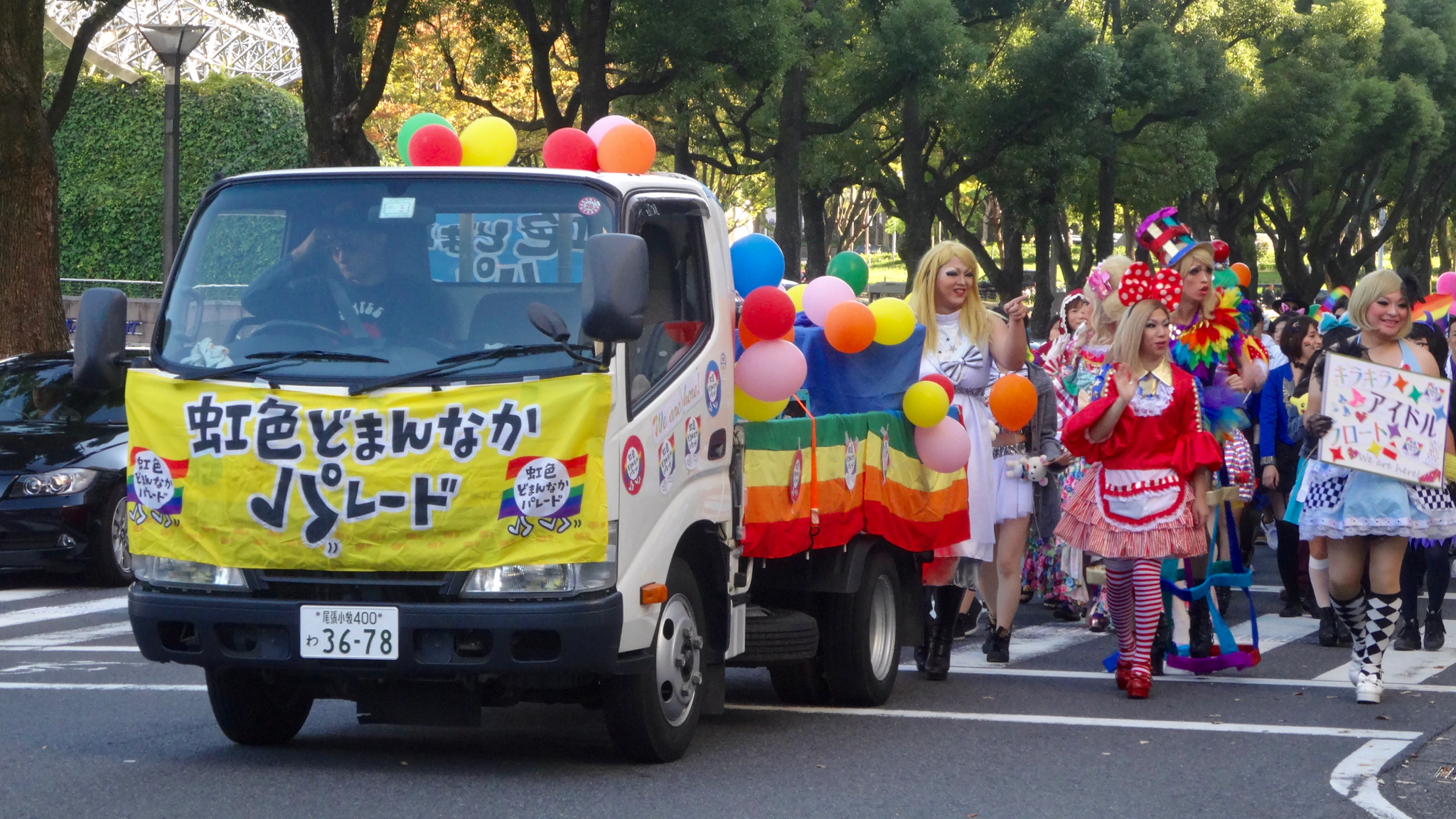
虹色どまんなかパレード（2015年10月31日）

## 支援
名古屋レインボープライドは愛知県内外のパートナーシップ宣誓制度を導入した自治体や企業からの後援やスポンサーを受けている。2019年には豊明市の市長である小浮正典や市職員がパレードに参加した。また、2022年には在名古屋米国領事館の首席領事であるマシュー・センザーがパレードに参加した。2023年は20の自治体からの後援と42の企業からのスポンサーを受けた。